# Országos 1848-as Párt
Az Országos 1848-as Párt, vagy Országos 48-as párt , vagy 1848-as Párt (1870-ig Szélsőbal) Kossuth Lajos híveinek kiegyezés utáni választási pártja volt Magyarországon. Tagjai középbirtokosok, polgárok, parasztok voltak. Szélsőbal néven sokáig a Határozati Párt, majd a Balközép Párt frakciójaként működött, s ezen a néven már az 1861-es és az 1865-ös választásokon is indult, mielőtt 1868 áprilisában véglegesen önállósult. Ereje nem parlamenti helyeinek számában (1867-ben 38 a 480 képviselőből) hanem hatalmas (paraszti) tömegbázisában rejlett, azonban ezek többsége az akkori választási cenzusok alapján nem volt jogosult voksolni.

## Története
A Szélsőbal kezdetben a Határozati Párt, majd annak átalakulását (1865) követően született Balközép Párt frakciójaként működött, mielőtt 1868. április 2-án önálló politikai formációvá nem alakult. Noha állandó tagsága önállósulása előtt nem volt, mégis két választáson is külön mérettették meg magukat akkori anyapártjuktól. Az 1869-es választásokon is még ezen a néven indultak, majd 1870-ben felvették az (Országos) 1848-as Párt nevet. A csoportot ez idő tájt Helfy Ignác illetve Simonyi Ernő vezették, bár Helfy sosem volt deklaráltan pártelnök.
Zászlójukra az 1848-as eszmék, célkitűzések, eredmények és vívmányok maradéktalan kiharcolását, illetve visszaállítását, vagyis az 1848-as forradalom teljes győzelmének elérését tűzték, politikai úton.
A pártot Madarász József elnöklete után Irányi Dániel „vette át”, s az ő vezetésével 1874. február 26-án egyesült az Elvhű Balközéppel, előbb Egyesült Közjogi Ellenzék néven, amely nem sokkal később, 1874. május 17-én vette fel a Negyvennyolcas Függetlenségi Párt nevet. Az új párt vezetője is Irányi Dániel lett.

## Választási eredményei
| Választások | Szavazatok száma | Szavazatok aránya | Mandátumok száma | Mandátumok aránya | Parlamenti szerepe |
| ----------- | ---------------- | ----------------- | ---------------- | ----------------- | ------------------ |
| 1861-es1    | ?                | ?                 | 20               | 4,88%             | ellenzék           |
| 1865-ös1    | ?                | ?                 | 20               | 6,35%             | ellenzék           |
| 1869-es2    | ?                | ?                 | 41               | 9,92%             | ellenzék           |
| 1872-es     | ?                | ?                 | 38               | 8,9%              | ellenzék           |

1: 1861-ben a Határozati, 1865-ben a Balközép Párt állandó tagsággal nem rendelkező frakciójaként, Szélsőbal néven indult

2: Szélsőbal néven, immár önálló választási pártként indult